# Mervyn Macartney

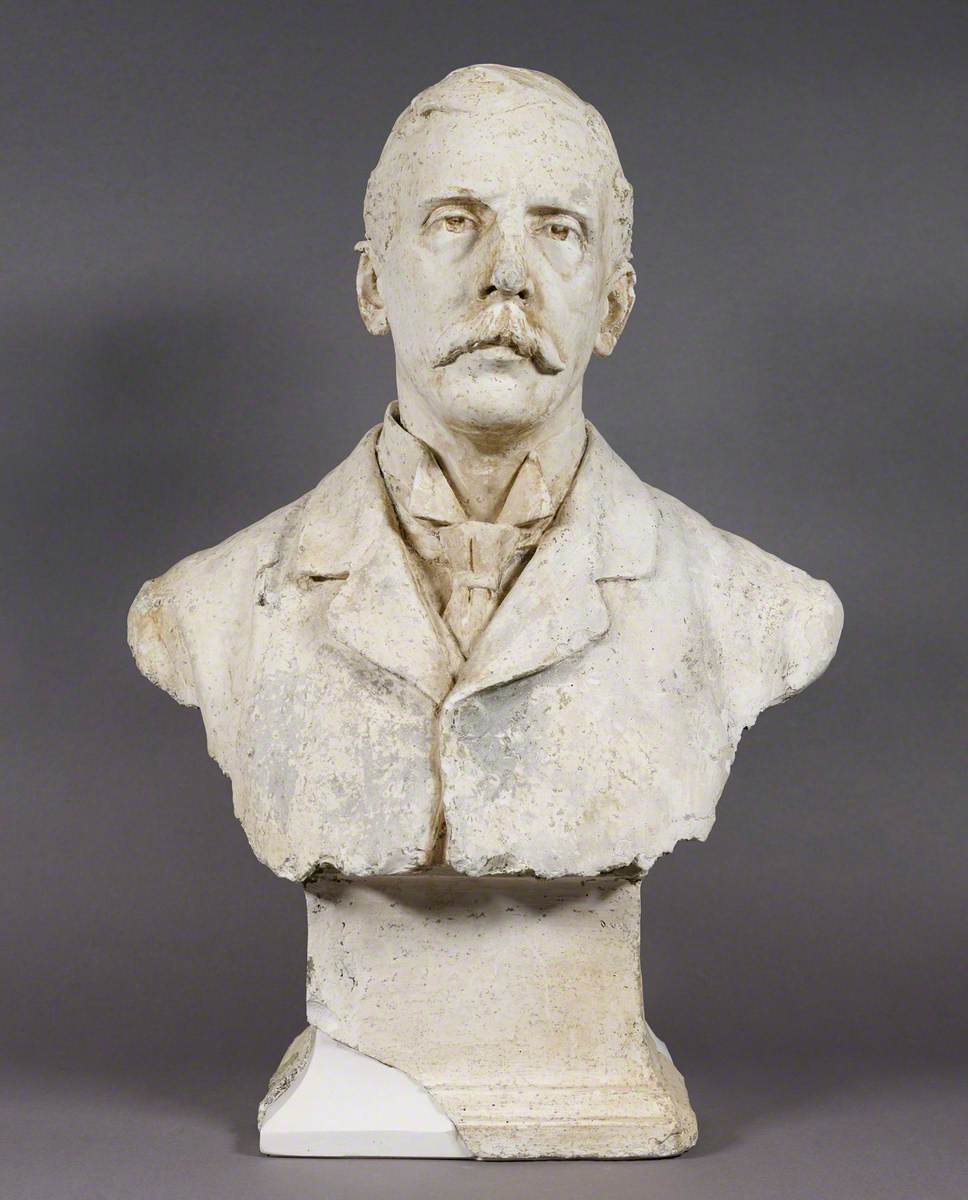
Porträt von Mervyn Edmund MaCartney von Michael Murphy (1858–1936). The Royal Institute of British Architects

Sir Mervyn Edmund Macartney (* 16. September 1853 in London; † 28. Oktober 1932 ebenda) war ein britischer Architekt, Möbeldesigner, Architekturhistoriker und Publizist.

## Leben
Mervyn Macartney wurde als Sohn des Arztes Maxwell Macartney am 16. September 1853 in London geboren. Er verbrachte seine Kindheit im County Armagh in Nordirland und erhielt eine private Ausbildung. Von 1873 bis 1877 studierte er am Lincoln College der Universität Oxford. Anschließend absolvierte er eine Ausbildung im Architekturbüro von Richard Norman Shaw. Nach Studienreisen durch Frankreich, Italien und Deutschland eröffnete Mervyn Macartney 1882 ein eigenes Architekturbüro in London. 1891 heiratete er Elizabeth Wilhelmina Ritchie, die Tochter von Charles Ritchie, 1. Baron Ritchie of Dundee.

## Werk
Mervyn Macartney war ein bedeutender Vertreter des Arts-and-Crafts-Movement, Mitbegründer der Art Workers’ Guild und der Arts and Crafts Exhibition Society. Von 1906 bis 1931 war er „Surveyor to the Fabric“ der St Paul’s Cathedral in London und führte bedeutende Restaurierungsarbeiten durch, darunter die Verstärkung der Kuppel. Zudem war er beratender Architekt der Durham Cathedral.

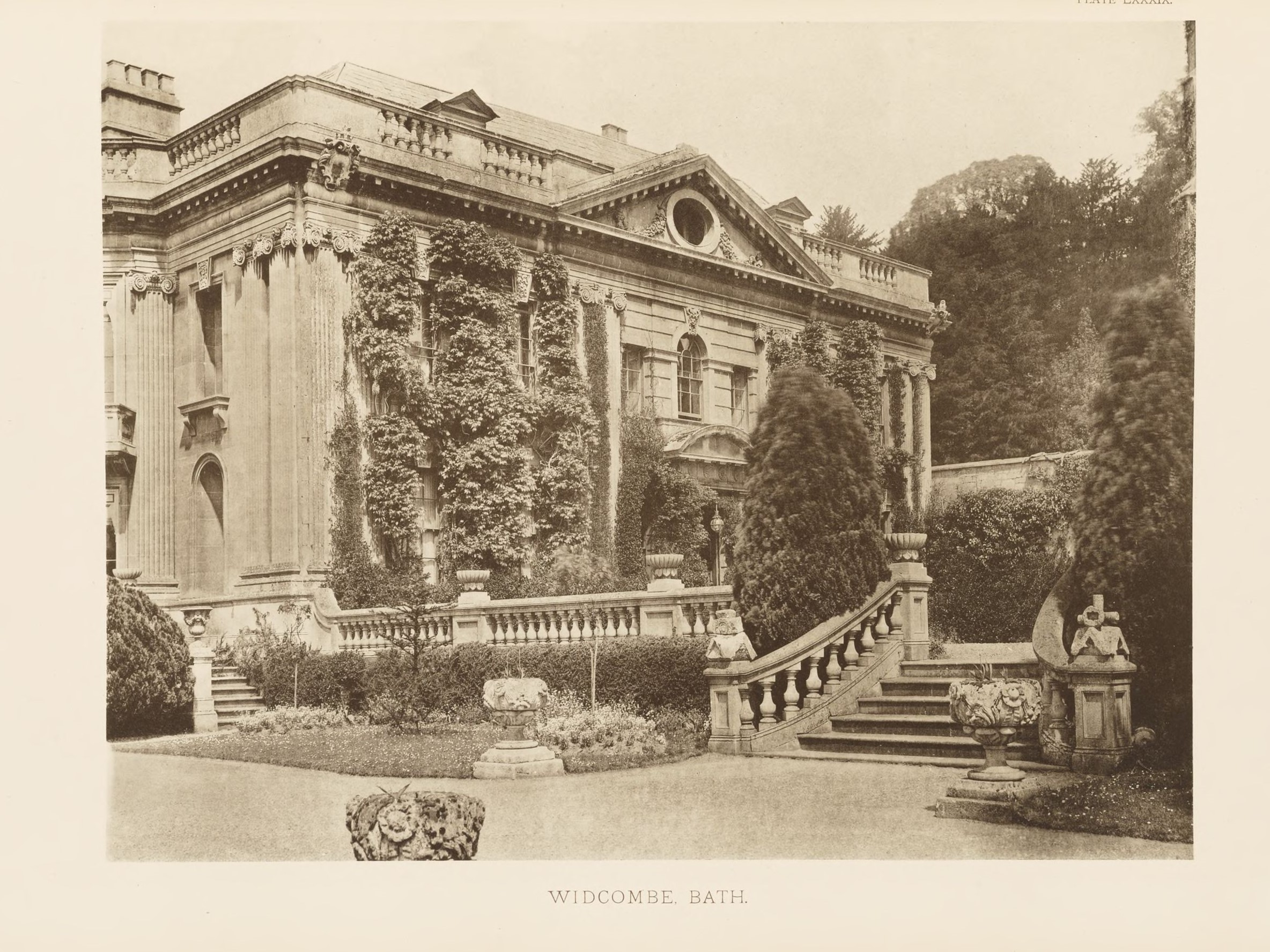
Widcombe Bath. Aus: Belcher and Macartney. Later Renaissance architecture in England : a series of examples of the domestic buildings erected subsequent to the Elizabethan period

Zu den Architekturprojekten von Mervyn Macartney gehörten 167 Queen’s Gate, Kensington, London (1889–90); Costa Hill, Mainland, Orkney, Schottland (1890); Sandhills, in der Nähe von Bletchingley, Surrey (1893); Champions Place, Limpsfield, Sussex (1893); Guinness Trust Buildings an der Marlborough Road und am Vauxhall Square, London (1893); Shalesbrooke, nahe Chapel Lane, Forest Row, Sussex (1893); „Welders“ in Chalfont St. Peters, Buckinghamshire (1898–99); Bussock Wood in Newbury (1906–07); Bussock Wood (später Phillip’s Hill House), in der Nähe von Winterbourne, Berkshire (1907); „Minsted“ in Midhurst, Sussex (1907); „Court Hayes“ in Oxted, Surrey (1907); „Lombarden“ in Limpsfield, Surrey (1907), „The Red House“ in Limpsfield, Surrey (1907); The Court in Kennet Orleigh, in der Nähe von Woolhampton, Berkshire (1908); Häuser in der South Avenue, Whiteley Village, in der Nähe von Cobham, Surrey (1912); 2 und 4, Heather Walk, Weybridge, Surrey (1912); Öffentliche Bibliothek in Islington, London (1916); und Slindon House, Slindon, Sussex (1921). Macartney entwarf auch einen neuen Altaraufsatz und eine Altarschranke für die Kapelle der Heiligen Michael und Georg in der St. Paul’s Cathedral in London.

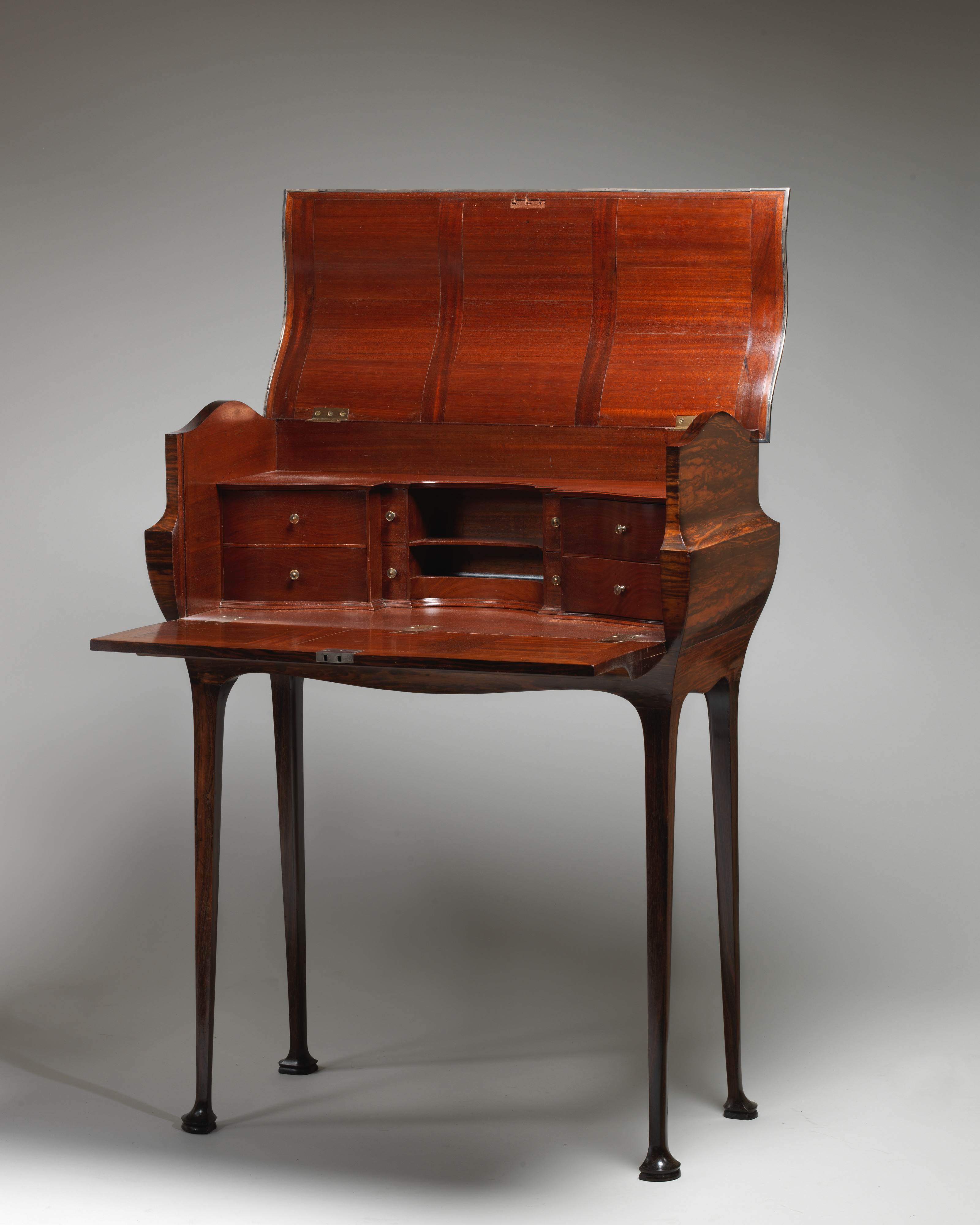
Schreibtisch. Designer: Mervyn Macartney, Hersteller: W. Hall für die Firma Kenton & Co., London 1891

Mervyn Macartney war auch als Möbeldesigner tätig und Mitbegründer der kurzlebigen Firma Kenton & Co. (1890–1892), die Möbel im Sinne der Arts-and-Crafts-Bewegung herstellte. Ein von ihm entworfener Schreibtisch aus Mahagoni mit Makassar-Ebenholzfurnier befindet sich heute im Metropolitan Museum of Art in New York. Als Publizist war Macartney von 1905 bis 1920 Herausgeber der Zeitschrift The Architectural Review. Er veröffentlichte mehrere Werke zur Architekturgeschichte und -praxis.